# Amiga Reflections
Amiga Reflections ist eine 3D-Grafiksoftware entwickelt von Carsten Fuchs für den Commodore Amiga. Später wurde die Software umbenannt in Monzoom 3D.
Die Erstveröffentlichung erfolgte 1989 in der Bookware Reihe von Markt & Technik und enthielt das Programm auf Diskette im hinteren Bucheinband. Dabei fungierte das Buch sowohl als Handbuch als auch als Tutorial wie Raytracing funktioniert. Die Diskette enthielt neben der eigentlichen Software auch 3D-Modelle und Szenen als Beispieldateien. Carsten Fuchs ergänzte die Software um eine erweiterte Modellierkomponente sowie ein Modul zur Animation und veröffentlichte diese Fassung 1992, ebenfalls als Bookware.
Mit Version 4.3 im November 1998 wurde Amiga Reflections in Monzoom 3D umbenannt und von Computer Oberland vertrieben. 1999 erschien auch eine an Windows angepasste Version der Software als Shareware.
Monzoom Pro wurde als Vollversion auf der Titelseite der Ausgabe 71 (März/April 2008) von Amiga Future als CD veröffentlicht.
Im Juni 2017 erteilte der Distributor Oberland Computer die Erlaubnis, die Software in Version 4.5 über archive.org zum freien Download zur Verfügung zu stellen.